# 멋쟁이 토마토
《멋쟁이 토마토》는 2007년에 김영광이 작사하고 작곡한 어린이 음악으로, 토마토가 자신을 재료로 하는 여러 음식들이 되고 싶어하는 것을 주제로 한 곡이다. 토마토를 재료로 하는 음식들이 가사에 자주 등장한다.
대한민국에서 SBS의 제8회 전국동시지방선거 방송에서 붉은색 로고를 사용하는 국민의힘 정당 후보들의 테마곡으로 사용되기도 하였다.

## 같이 보기
- 케첩
- 토마토 주스